# Aktuelle Stunde (Fernsehsendung)
Die Aktuelle Stunde ist ein Ende 1982 von Claus Hinrich Casdorff gegründetes regionales Infotainmentmagazin im WDR Fernsehen. Es wird seit dem 3. Januar 1983 täglich im Vorabendprogramm ausgestrahlt. Den Themenschwerpunkt der Sendung bilden Nachrichten, die die Menschen aus Nordrhein-Westfalen betreffen sowie Verbraucherinformationen. Abhängig von der Nachrichtenlage werden insbesondere zu Beginn auch überregionale Themen präsentiert. 

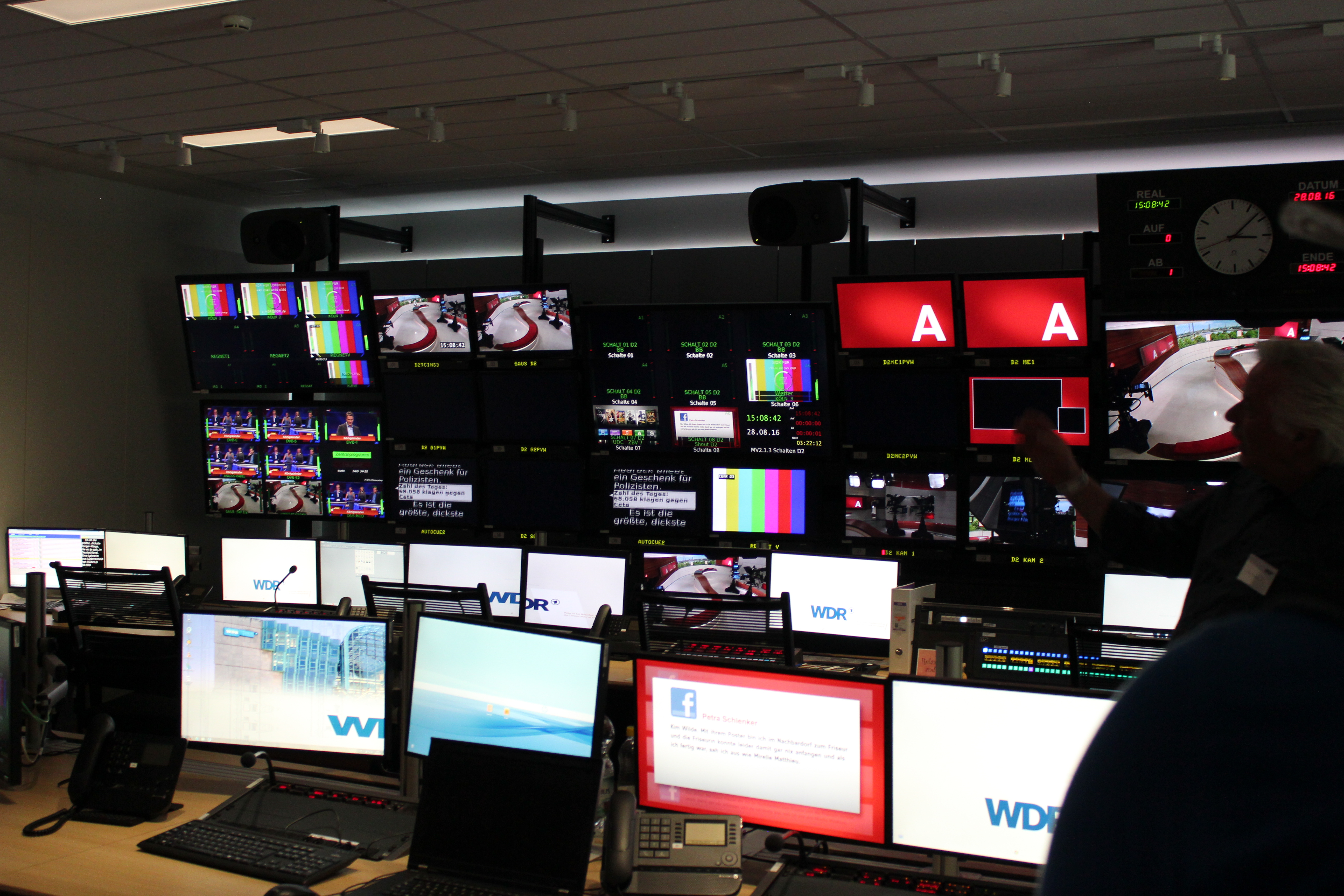
Regieraum der Aktuellen Stunde im ehemaligen Standort Düsseldorf

## Produktion

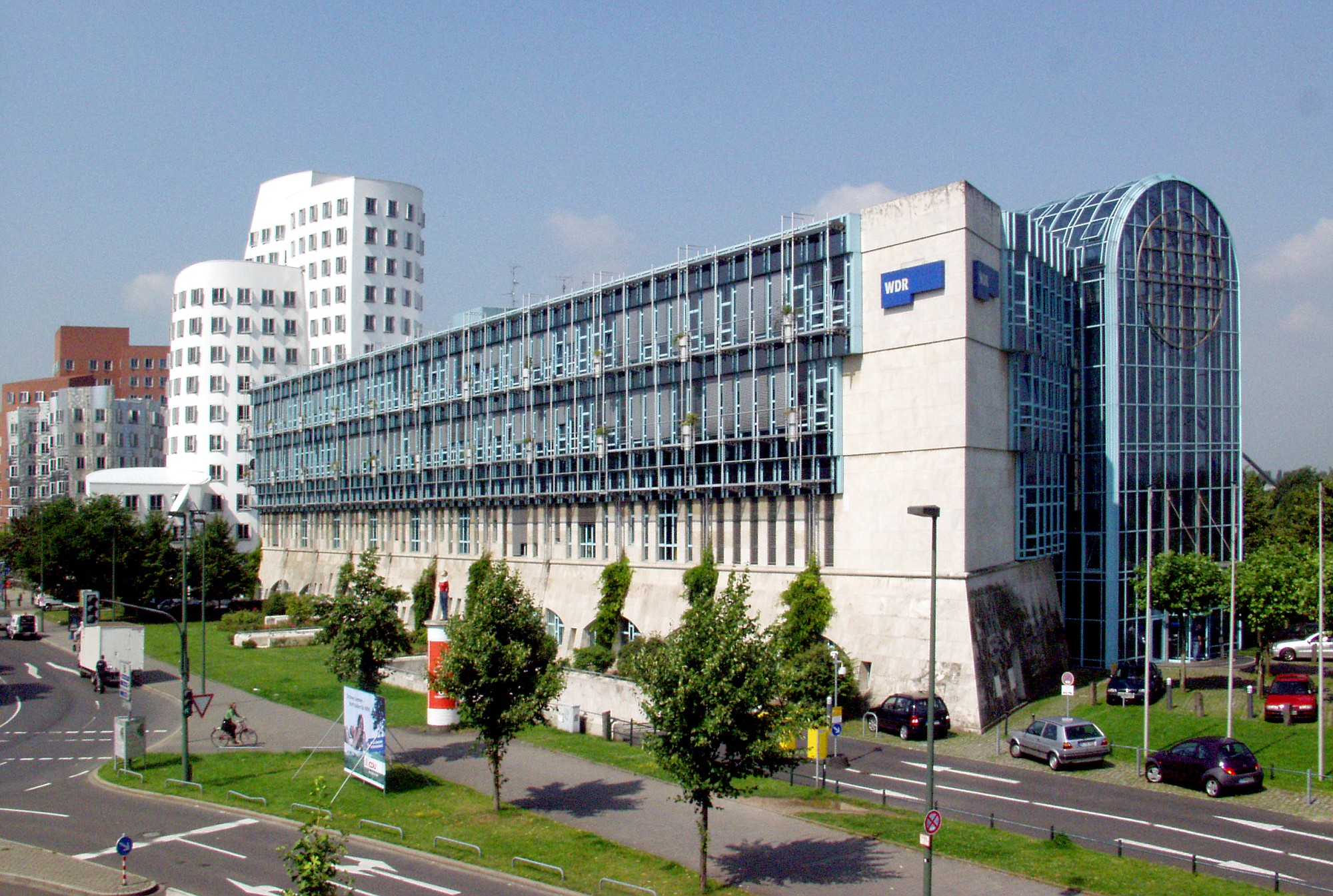
Das WDR-Funkhaus Düsseldorf, ehemaliger Produktionsstandort der Aktuellen Stunde

Produziert wurde die Aktuelle Stunde seit 1991 im WDR-Funkhaus Düsseldorf. Seit dem 24. November 2019 wird die Produktion der Sendung zusammen mit WDR aktuell und WDR extra im neu eingerichteten Newsroom in Köln verlegt, wo der Sender seine Nachrichtenformate konzentriert.

## Entstehungsgeschichte und Entwicklung der Sendung
Ziel des WDR bei Einführung der Sendung im Jahr 1982 war, einen Kontrast zu den damals als „trocken“ empfundenen Nachrichtensendungen – wie etwa der Tagesschau – zu bilden und auf eine ungezwungene Weise zu informieren. So wurde die Aktuelle Stunde von einem Moderatorenpaar in lockerem Umgangston und mit legerer Kleiderordnung präsentiert.
Für Beschwerden aus der Politik sorgte die Namenswahl. Der ehemalige Ministerpräsident Heinz Kühn zeigte sich besorgt, dass die Sendung mit der Aktuellen Stunde des Landtags verwechselt werden könnte und forderte erfolglos eine Umbenennung.
Zunächst war das Format dem Namen entsprechend auf eine Zeitstunde zwischen 19:00 Uhr und 20:00 Uhr ausgelegt. Mit Entstehung der Lokalzeiten (anfänglich „Fensterprogramme“), in denen seit 1984 jeweils zwischen 19:30 Uhr und 20:00 Uhr inzwischen elf Einzelregionen des Landes mit einem entsprechend zugeschnittenen Programm versorgt werden, wurde die Aktuelle Stunde verkürzt. Sie läuft nun täglich von 18:45 Uhr bis 19:30 Uhr. Sonntags gab es bis zum Beginn der Corona-Krise nur eine verkürzte Ausgabe mit lediglich einem Moderator (von 19:10 Uhr bis 19:30 Uhr).

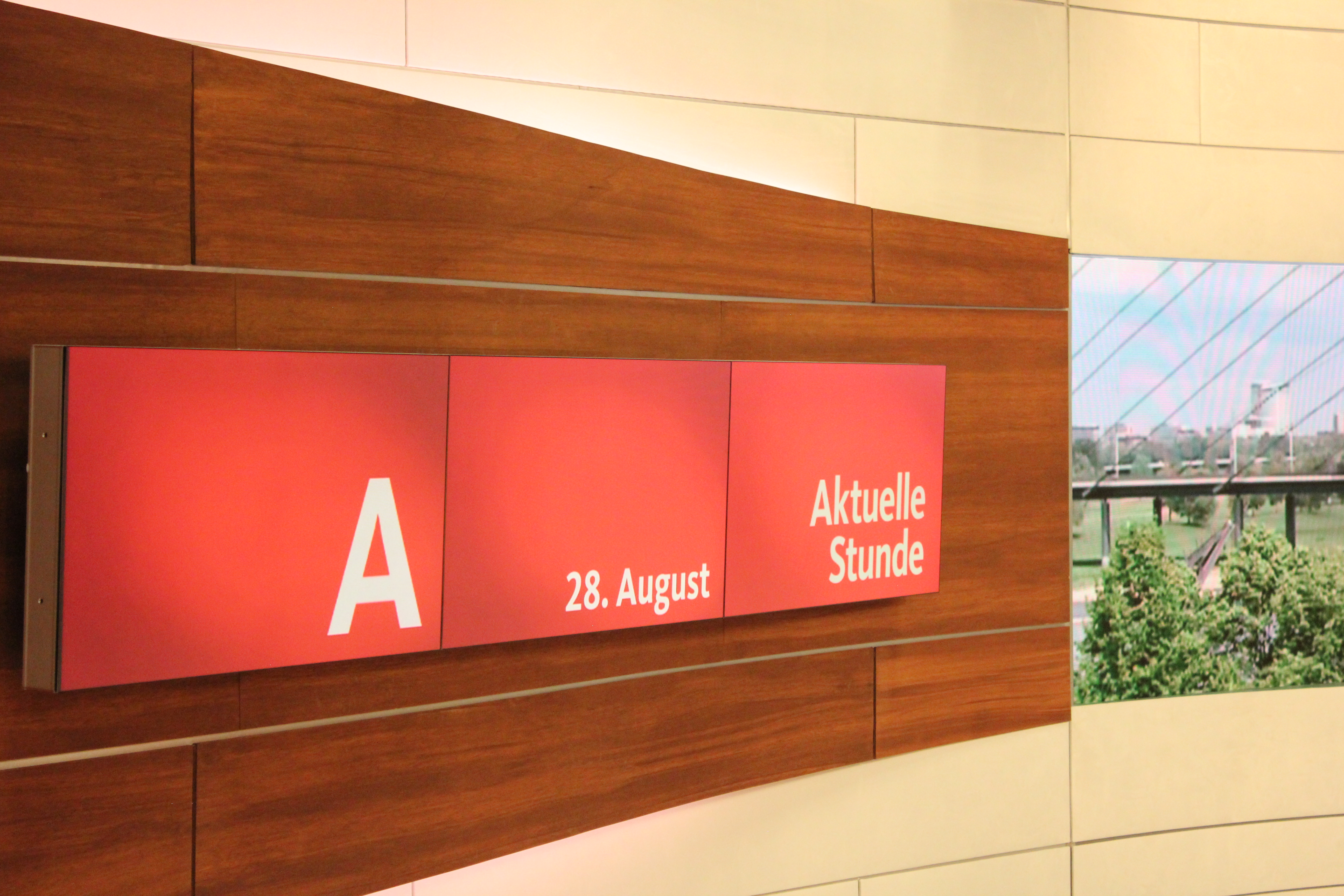
Das Aktuelle-Stunde-Studio bis September 2016

Durch die Sendung wurden unter anderem Frank Plasberg und Christine Westermann bekannt, die von 1987 bis 2002 gemeinsam durch das Format führten. Auch der spätere Programmdirektor der Deutschen Welle Christian Gramsch moderierte die Aktuelle Stunde. Heute erreicht diese in Nordrhein-Westfalen Marktanteile von bis zu 20 Prozent.
Seit dem 20. Juli 2015 wird die Aktuelle Stunde in nativem HD ausgestrahlt.
Ab 4. September 2016 wurde die Aktuelle Stunde aus einem neu gestalteten Studio präsentiert. Bereits am 1. September 2016 wurde dafür die Kulisse im alten Studio abgebaut. Während dieser Zeit wurde übergangsweise aus dem Foyer des WDR-Studios Düsseldorf gesendet. Im aktuellen Studio dominieren nun große LED-Wände sowie die Materialien Holz, Metall und Beton. Das Studio, aus dem auch das landespolitische Magazin Westpol, WDR aktuell, WDR extra und Westpol eins zu eins gesendet werden, ist wesentlich großzügiger gestaltet als das ehemalige.
Am 28. Juli 2017 musste die Sendung erstmals in der 30-jährigen Geschichte wegen eines Stromausfalls entfallen.
Um während der Corona-Krise auch sonntags ausreichend Informationen zu bieten, wurde die Länge der Sonntagsausgabe Mitte März an die der Wochenausgaben angepasst. Seitdem dauert die Sendung auch sonntags 45 Minuten (statt wie bisher 20 Minuten) und beginnt schon um 18:45 Uhr (statt um 19:10 Uhr), ferner wird nun mit zwei Moderatoren (statt nur einem, s. o.) moderiert. Diese Verlängerung sollte ursprünglich nur bis Ende des Jahres 2020 anhalten.
Die Frage des Sinns der Doppelmoderation beschäftigt nach wie vor; aus Sicht des Senders macht das Konzept aus inhaltlichen wie wirtschaftlichen Gründen Sinn.

## Moderatoren

### Hauptmoderation
- Susanne Wieseler (seit 1999)
- Martin von Mauschwitz (seit 2001)
- Catherine Vogel (seit Februar 2010)
- Michael Dietz (seit 2015)
- Mona Ameziane (seit November 2022)
- Andreas Bursche (seit September 2023)

### Vertretung
- Anne Gesthuysen (Vertretung seit 2015; vorher von 1997–1999 und 2001–2004 Hauptmoderation)
- Sven Lorig (Vertretung; seit 2023)
- Martina Eßer (Vertretung seit 2025; vorher von 1996–2008 Hauptmoderation)

## Ehemalige Moderatoren (Auswahl)
- Rolf Bringmann
- Thomas Bug (2008–2023)
- Tom Buhrow (1986–1992)
- Christel Cohn-Vossen
- Randi Crott
- Andreas Ernst
- Petra Gerster (1987–1989)
- Christian Gramsch
- Sigi Harreis
- Thomas Heyer (1996–2023)
- Klaus Klenke
- Monika Kluth
- Christine Lemmen
- Angela Maas
- Reinhard Münchenhagen
- Jens Olesen
- Rüdiger Oppers
- Anna Planken (2008–2010)
- Frank Plasberg (1987–2002, 2019)
- Anke Plättner (1991–1997)
- Brigitte Reimann
- Hans-Peter Riel
- Aslı Sevindim (2006–2019)[9]
- Sabine Scholt
- Margarethe Schreinemakers (1983–1987)
- Birgit Schrowange (1984–1985)
- Evi Seibert
- Werner Sonne
- Marie-Louise Steinbauer
- Bettina Tietjen
- Dilek Üşük (2020–2022)
- Christine Westermann (1983–2002, 2019)
- Franz Wördemann
- Ranga Yogeshwar
- Barbara Westmark-Böckenholt